# 鮑里斯公園
鮑里斯公園是位於保加利亞首都索菲亞的一個公園。鮑里斯公園始建於1884年，是索菲亞歷史最悠久且最知名的公園，以保加利亞沙皇鮑里斯三世的名字命名。